# While New York Sleeps
While New York Sleeps er en amerikansk stumfilm fra 1920 af Charles Brabin.

## Medvirkende
- Estelle Taylor
- William Locke
- Marc McDermott
- Harry Southern
- Earl Metcalfe